# 安裝程序 (macOS)
Installer是包含在Mac OS X裡面的一個應用程式，用來從.pkg封裝檔解開和安裝檔案，是由蘋果電腦所創造出來幫助作者產生統一的軟體安裝程式。
Installer位於麥金塔電腦的工具（Utilities）資料夾中，且當封裝檔打開的時候就會啟動執行。安裝的過程在本質上本身可以非常的多樣化，向它允許發展者自訂向使用者展現的資訊-比如說在啟動執行Installer時可以顯示訂做的Welcome.rtf、License.txt或Readme.rtfd檔案。Installer也會在開始安裝他們之前作封裝的檢查，以及允許安裝的檔案之版本查核。

## 使用說明
- Release Notes for Installer
- 文件 描述使用 Installer 分發軟體